# Contrehégémonie
La notion de contre-hégémonie (dérivée du terme anglais « counterhegemony ») tire ses origines des idées du théoricien politique italien Antonio Gramsci (« néo-gramscianisme ») et se réfère à la construction d'une nouvelle forme d'hégémonie culturelle, politique et sociale pour contester et renverser l'hégémonie existante.
Une contre-hégémonie se rapporte à une interprétation normative alternative du fonctionnement des établissements sociaux, économiques et politiques. Si une contre-hégémonie se développe pour devenir assez grande, elle peut alors englober et remplacer le bloc historique d'où elle provient. Dans une guerre de position, un mouvement de contre-hégémonie essaie, par la persuasion ou la propagande, d'augmenter le nombre d'individus qui partagent son opinion en s'appuyant sur l'ordre hégémonique. Lorsque, dans une guerre du mouvement, les tendances « contre-hégémoniques » deviennent assez grandes, elles peuvent alors procéder au renversement, de manière violente ou démocratique, de l'hégémonie courante et s'établir comme nouveau bloc historique.
La contre-hégémonie consiste donc à créer une nouvelle vision du monde, une nouvelle culture et des institutions alternatives qui remettent en question l'hégémonie dominante et ouvrent la voie à l'émergence d'une nouvelle classe dirigeante.